# Achyrospermum africanum
Achyrospermum africanum là một loài thực vật có hoa trong họ Hoa môi. Loài này được Hook.f. ex Baker mô tả khoa học đầu tiên năm 1910.